# Форамініфери
Форамініфе́ри (Foraminifera) — тип або клас корененіжок, найпростіших морських і прісноводних організмів. Мають мінеральний екзоскелет (черепашку), який буває двох видів: секреційний (вапнистий та кременистий) і аглютинований. Назва утворена від лат. foramen — «отвір», «дірка» і fero — «носити». Розмір черепашок — від часток міліметра до десятків сантиметрів. Їх використовують для визначення геологічного віку гірських порід, а також як індикатори для пошуку корисних копалин. Відомі з раннього кембрію.

## Загальна характеристика
Переважно бентос, однак є й планктонні види (серед сучасних таких відомо близько 40 — менше 1 % від загальної кількості). Клітина форамініфер розташована всередині черепашки. В одних видів вона утворена з органічної речовини, до якої можуть прилипати піщинки, панцири діатомових водоростей тощо. В інших до складу черепашки входить карбонат кальцію. Черепашки мають великий отвір — устя, а їхні стінки пронизані численними порами. Через ці отвори назовні виходять тоненькі видовжені несправжні ніжки, які в деяких місцях зливаються між собою, утворюючи ловильну сітку. Захоплені поживні частки можуть потрапляти усередину черепашки, де перетравлюються в травних вакуолях.

## Розміри
Деякі форамініфери сягають велетенських порівняно з іншими одноклітинними розмірів. Рекорд належить представникам глибоководної групи Xenophyophorea, що можуть виростати до 20 см (Syringammina fragilissima) і навіть 25 см (Stannophyllum), причому товщина останнього становить лише 1 мм. Окрім Xenophyophorea, гігантським розміром вирізняються, зокрема, Cycloclypeus carpenteri (сучасні екземпляри — до 13, а міоценові — до 15 см), Protobotellina cylindrica (до 12 см), а також деякі вимерлі форми: еоценові нумуліти (до 16 і навіть 19 см), низка видів пермських фузулінід (до 16-17 см), Bathysiphon aaltoi з середньої крейди (біля 15 см), міоценова Lepidocyclina elephantina (до 14,5 см). Розмір найменших форамініфер становить соті частки міліметра.

## Класифікація
При розділенні форамініфер на ряди характерними ознаками насамперед є:
- вид екзоскелету (секреційний або аглютинований)
- склад черепашки (вапниста, псевдохітинова, кремениста)
- число камер і тип їх навивання
- тип устя
- будова стінки черепашки

В класі виділяють від 13 до 52 рядів.

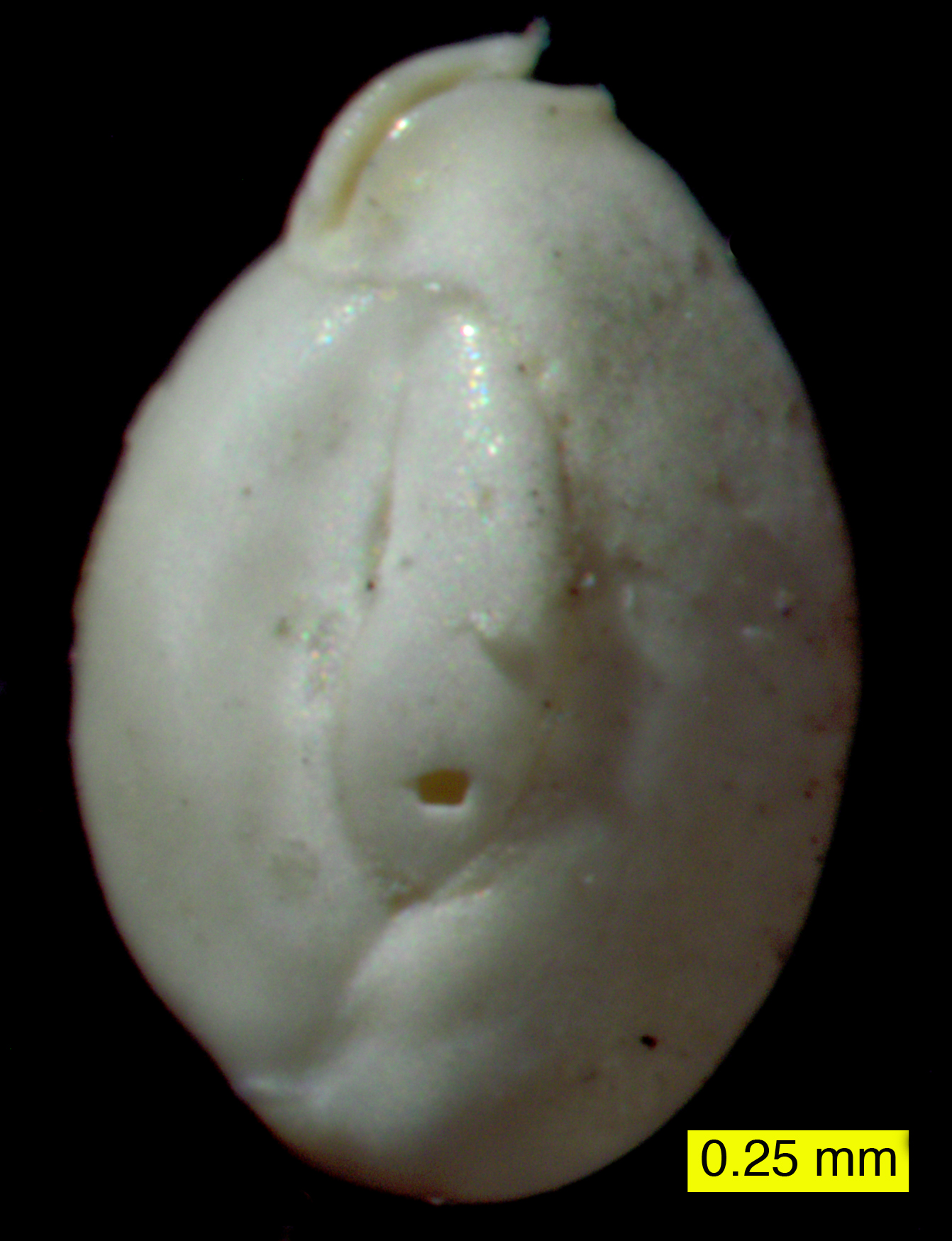
Quinqueloculina (розмір — близько 1,5 мм)
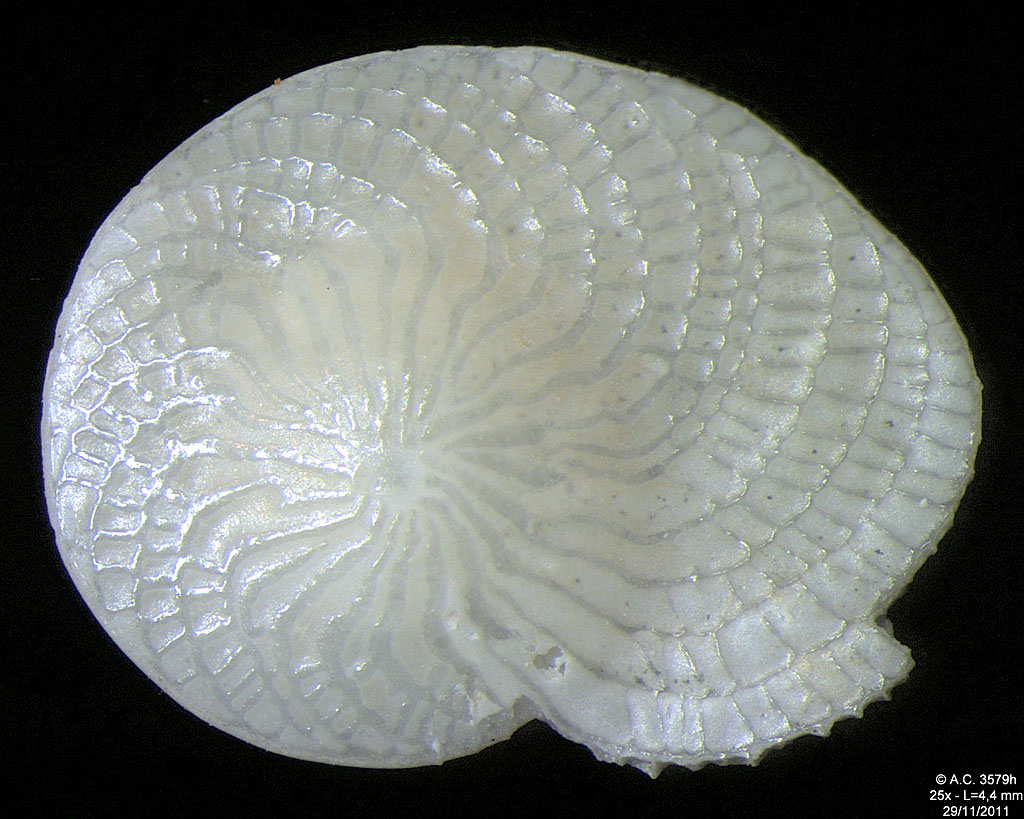
Heterostegina depressa (розмір — близько 4 мм)
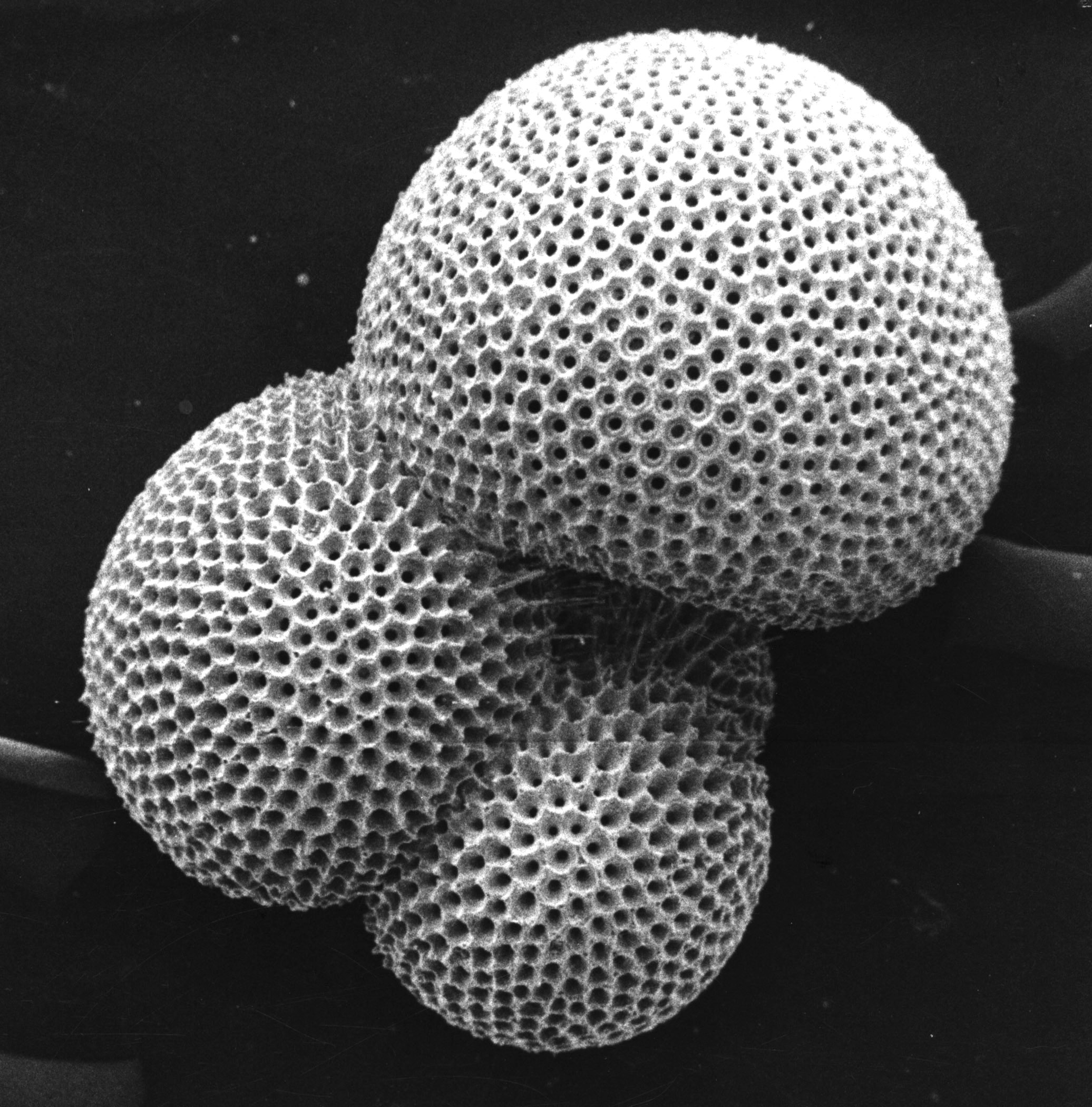
Globigerina (розмір — 0,5 мм)
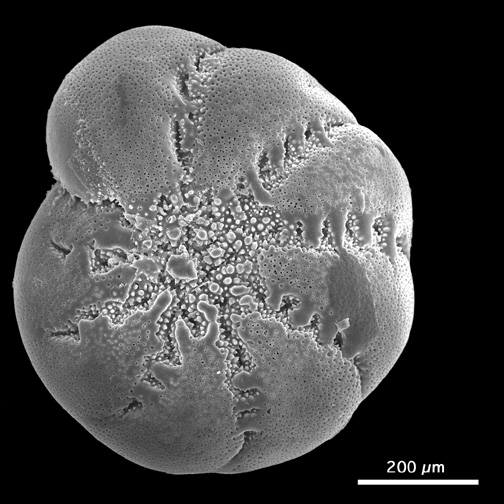
Elphidium excavatum (розмір — близько 1 мм)
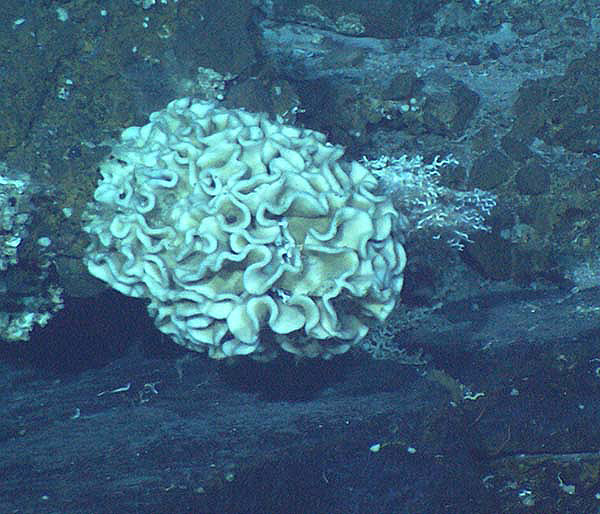
Ксенофіофора (розмір — 20 см)
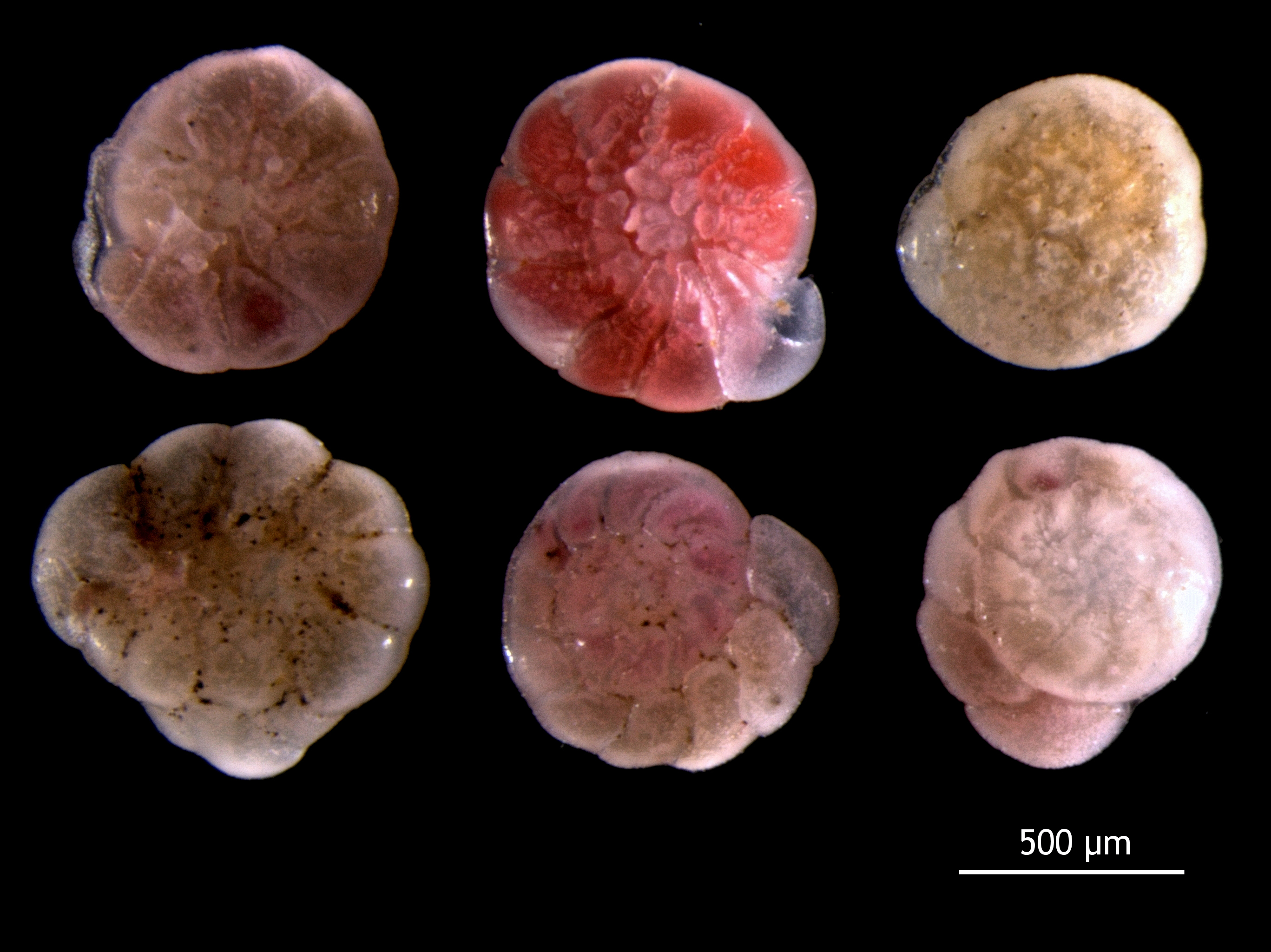
Ammonia beccarii (розмір кожної — близько 0,5 мм)
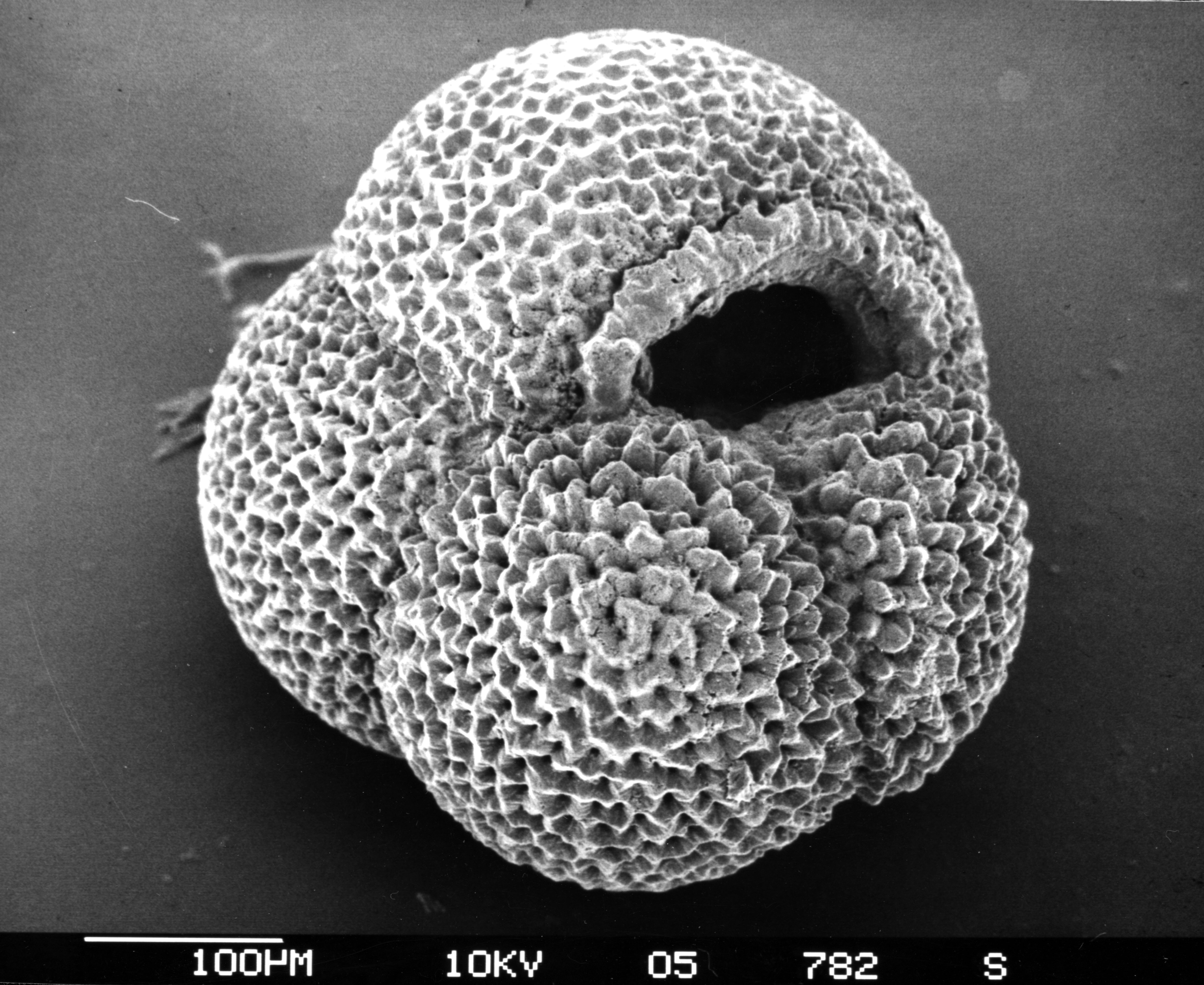
Neogloboquadrina pachyderma
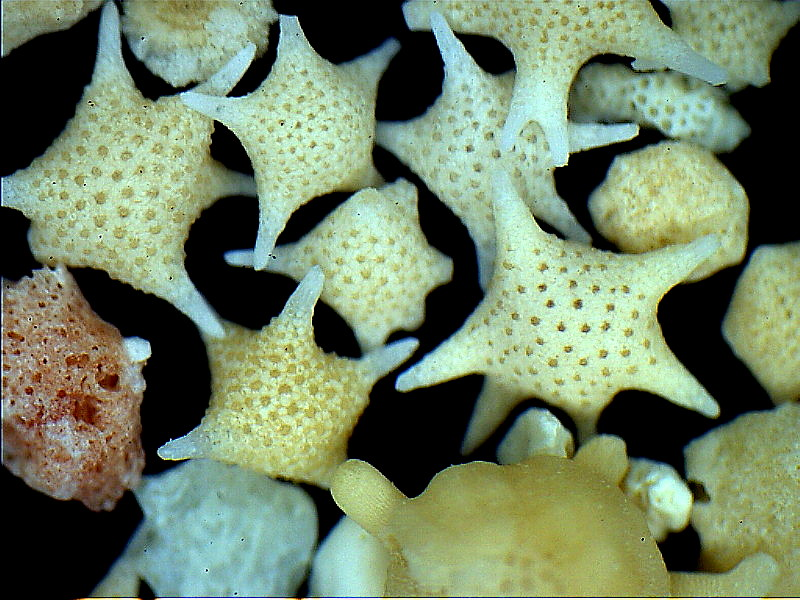
Baculogypsina sphaerulata
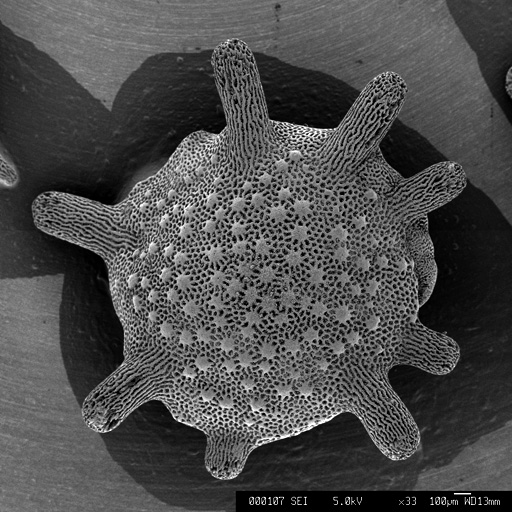
Calcarina sp.
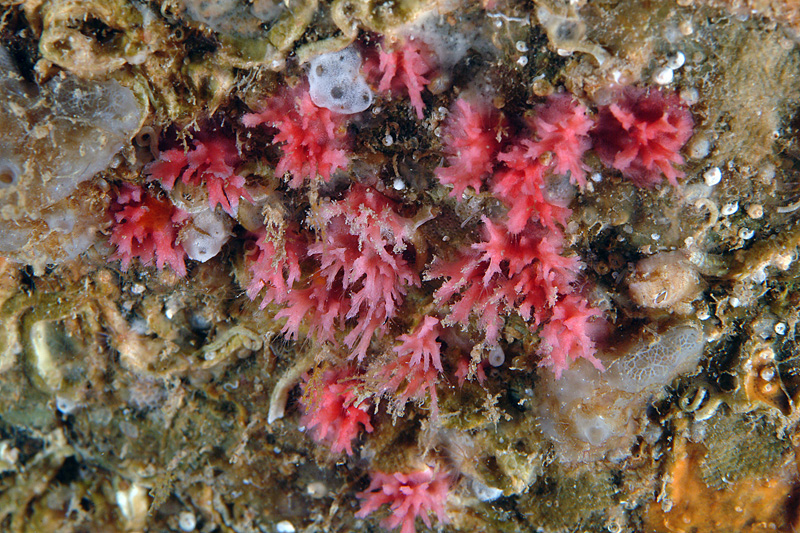
Жива Miniacina miniacea

## Роль форамініфер у породоутворенні

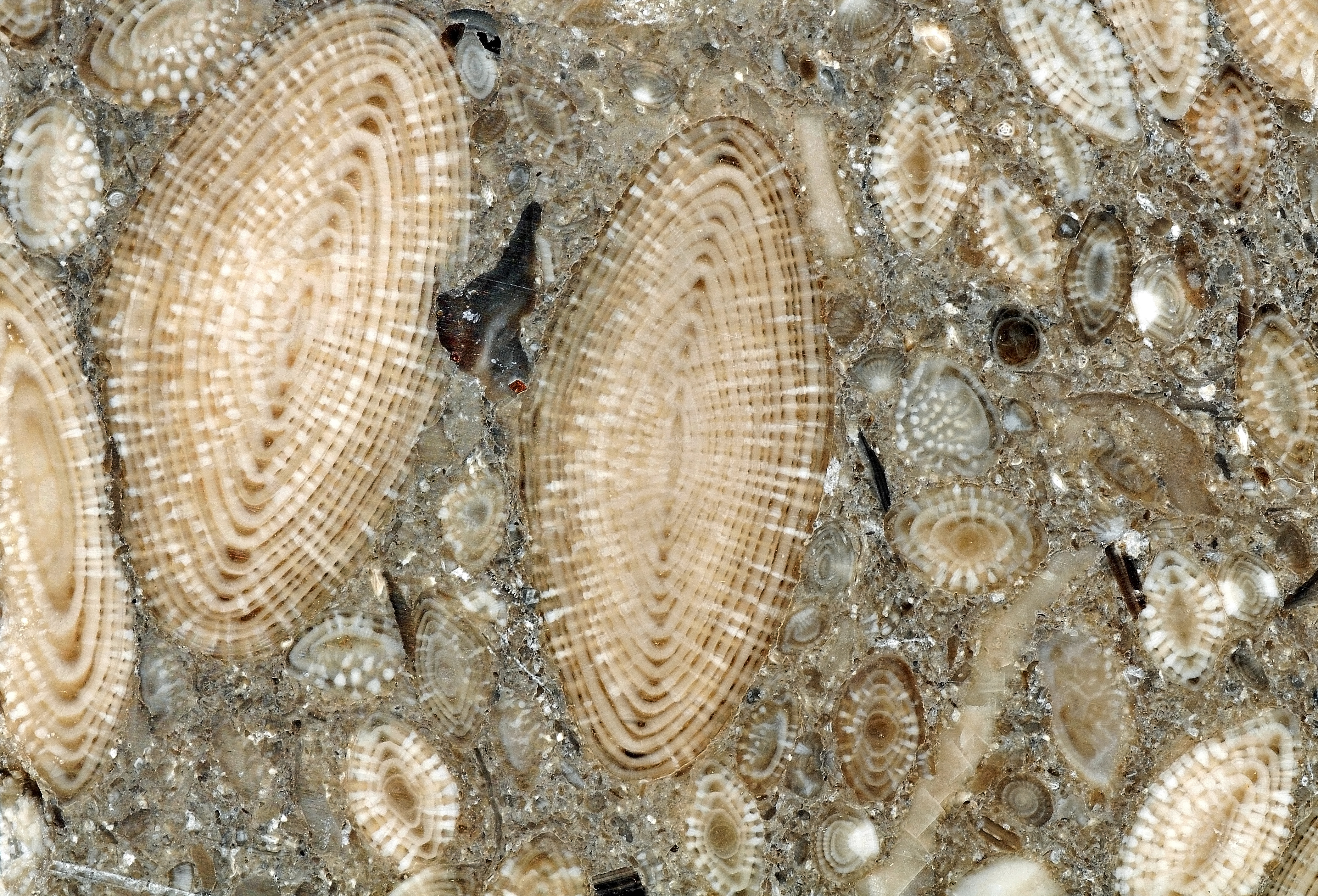
Вапняк із нумулітами

З черепашок форамініфер утворюються значні поклади вапняку завтовшки десятки та сотні метрів. Унаслідок процесів гороутворення ці поклади можуть опинятися й на суходолі. Такі гірські системи як Альпи, Гімалаї значною мірою складаються з форамініферних вапняків. Британські острови давні римляни називали Альбіоном (від лат. albus — білий) за кольором прибережних скель. За видовим складом викопних форамініфер геологи визначають вік тієї чи іншої породи, бо для кожного періоду геологічної історії Землі цей склад — особливий.